# Абу Бакр, Раданфах
Раданфах Абу Бакр (англ. Radanfah Abu Bakr; род. 12 февраля 1987, Порт-оф-Спейн) — тринидадский футболист, защитник сборной Тринидад и Тобаго.

## Клубная карьера
Карьера Абу Бакра началась в клубах Тринидада и Тобаго.
В 2009 году находился в краткосрочной аренде в «Суонси Сити», но на поле не выходил.
В 2011 году выступал в третьем дивизионе чемпионата Бельгии — в составе «Олимпика» из Шарлеруа 4 раза выходил на поле.
В начале 2013 года тринидадец перебрался в казахстанскую Премьер-лигу, где начал играть в составе усть-каменогорского «Востока».
В марте 2014 года Абу Бакр подписал контракт с клубом литовской А-лиги «Круоя».
В феврале 2015 года Абу Бакр перешёл в датский клуб «ХБ Кёге», выступающий во втором дивизионе чемпионата Дании.
В июле 2016 года заключил контракт с клубом эстонской Премиум-лиги «Калев» (Силламяэ).
25 февраля 2017 года присоединился к литовской «Судуве».

## Выступления за сборную
Абу Бакр привлекался в сборную Тринидада и Тобаго. Дебютировал за сборную в товарищеском матче с командой Гаити 30 июля 2008 года. 12 июля 2009 года в товарищеском матче со сборной Сент-Китса и Невиса он забил первый гол за сборную. Принимал участие в Золотых кубках КОНКАКАФ 2013 и 2015 годов.

## Достижения
«Каледония Эй-Ай-Эй»
- Победитель Карибского клубного чемпионата: 2012